# Džebe
Džebe (en cyrillique : Џебе) est un village de Bosnie-Herzégovine. Il est situé dans la municipalité de Zavidovići, dans le canton de Zenica-Doboj et dans la fédération de Bosnie-et-Herzégovine. Selon les premiers résultats du recensement bosnien de 2013, il compte 258 habitants.

## Géographie
Le village est situé dans les faubourgs nord de Zavidovići, à proximité de la confluence de la rivière Krivaja et de la Bosna, un affluent de la Save.

## Démographie

### Évolution historique de la population dans la localité
| 1948 | 1953 | 1961 | 1971 | 1981 | 1991 | 2013 |
| ---- | ---- | ---- | ---- | ---- | ---- | ---- |
| -    | -    | 115  | 163  | 248  | 256  | 258  |

|  |